# Panzerregiment 23
Het Panzerregiment 23 was een Duits tankregiment van de Wehrmacht tijdens de Tweede Wereldoorlog.

## Krijgsgeschiedenis
Panzerregiment 23 werd opgericht op 16 augustus 1943 in Polen door omdopen van Panzerregiment 201.
Het regiment maakte bij oprichting deel uit van de 23e Pantserdivisie en bleef dat gedurende zijn hele bestaan.
Het regiment capituleerde (met de rest van de divisie) bij Mauterndorf aan Britse troepen op 8 mei 1945.

## Samenstelling bij oprichting
- I. Abteilung met 4 compagnieën (1-4)
- II. Abteilung met 4 compagnieën (5-8)
- separate 9e (IG) compagnie

## Eerdere naamstelling
Panzerregiment 23 werd opgericht op 10 november 1938 in Schwetzingen in Wehrkreis XII, maar zonder regimentsstaf en alleen een I. Abteilung met 3 compagnieën. Het regiment stond niet onder bevel van een divisie maar was zogenaamde Heerestruppe onder de staf van Panzerregiment 25. Na de Polen-veldtocht werd de Abteilung, met Panzerregiment 25, op 1 november 1939 onder bevel gebracht van de 7e Pantserdivisie. De Abteilung werd op 1 april 1940 omgedoopt in II./Pz.Reg.25.

## Wijzigingen in samenstelling
In december 1943/januari 1944 werd II. Abteilung omgevormd tot een Panther-Abteilung. Deze Abteilung werd daarna separaat ingezet, meest gedetacheerd bij de 16e en 17e Pantserdivisie en keerde pas begin juni in Roemenië bij het regiment terug.

## Opmerkingen over schrijfwijze
- Abteilung is in dit geval in het Nederlands een tankbataljon.
- II./Pz.Rgt. 23 = het 2e Tankbataljon van Panzerregiment 23

## Commandanten
| Rang           | Naam           | Begin            | Eind       |
| -------------- | -------------- | ---------------- | ---------- |
| Oberstleutnant | Joachim Sander | 16 augustus 1943 |            |
|                | ??             |                  | 8 mei 1945 |

Panzerregiment 1 · Panzerregiment 2 · Panzerregiment 3 · Panzerregiment 4 · Panzerregiment 5 · Panzerregiment 6 · Panzerregiment 7 · Panzerregiment 8 · Panzerregiment 9 · Panzerregiment 10 · Panzerregiment 11 · Panzerregiment 15 · Panzerregiment 16 · Panzerregiment 17 · Panzerregiment 18 · Panzerregiment 21 · Panzerregiment 22 · Panzerregiment 23 · Panzerregiment 24 · Panzerregiment 25 · Panzerregiment 26 · Panzerregiment 27 · Panzerregiment 28 · Panzerregiment 29 · Panzerregiment 31 · Panzerregiment 33  · Panzerregiment 35 · Panzerregiment 36 · Panzerregiment 39 · Panzerregiment 69 · Panzerregiment 80 · Panzerregiment 100 · Panzerregiment 101 · Panzerregiment 102 · Panzerregiment 116 · Panzerregiment 118 · Panzer-Lehr-Regiment 130 · Panzerregiment 201 · Panzerregiment 202 · Panzerregiment 203 · Panzerregiment 204 · Schweres Panzer-Regiment Bäke · Panzerregiment Brandenburg · Panzerregiment Coburg · Panzerregiment Feldherrnhalle · Panzerregiment Feldherrnhalle 2 · Panzerregiment Hermann Göring · Panzerregiment Großdeutschland · Panzerregiment Kurmark · Panzerregiment von Lauchert · Panzerregiment Major Rettemeier · Fallschirm-Panzerregiment 1 · Fallschirm-Panzerregiment 21 · SS-Panzerregiment 1 LSSAH · SS-Panzerregiment 2 · SS-Panzerregiment 3 · SS-Panzerregiment 5 · SS-Panzerregiment 9 · SS-Panzerregiment 10 · SS-Panzerregiment 11 · SS-Panzerregiment 12